# ليو خايمي دا سيلفا بينهيرو
ليو خايمي دا سيلفا بينهيرو هو لاعب كرة قدم برازيلي في مركز الهجوم، ولد في 23 مارس 1986 في فورتاليزا في البرازيل. لعب مع نادي فورتاليزا.

## وصلات خارجية
- ليو خايمي دا سيلفا بينهيرو على موقع قاعدة بيانات كرة القدم.إي يو (الإنجليزية)
- ليو خايمي دا سيلفا بينهيرو على موقع Soccerway.com (الإنجليزية)